# Béon (Yonne)
Béon település Franciaországban, Yonne megyében. Lakosainak száma 524 fő (2022. január 1.). Béon Cézy, La Celle-Saint-Cyr, Chamvres, Joigny, Sépeaux-Saint Romain és Montholon községekkel határos.

## Népesség
A település népességének változása:
| Lakosok száma | 521  | 514  | 519  | 510  | 514  | 519  | 520  | 518  | 524  |
|               | 2013 | 2015 | 2016 | 2017 | 2018 | 2019 | 2020 | 2021 | 2022 |